# Donovan McNabb
Donovan McNabb (* 25. November 1976 in Chicago, Illinois) ist ein ehemaliger US-amerikanischer American-Football-Spieler auf der Position des Quarterbacks. Er spielte dreizehn Jahre in der National Football League (NFL), elf davon für die Philadelphia Eagles.

## Karriere
In seiner Hochschulzeit spielte er College Football an der Syracuse University, wo er sich auch einen Namen als Basketballspieler machte. 1999 wurde er von den Philadelphia Eagles als zweiter Spieler in der ersten Runde des NFL Drafts nach Tim Couch ausgewählt und wurde zu einem der wichtigsten Spieler seines Teams. Bis 2004 wurde er fünf Mal in Folge in den Pro Bowl gewählt. In derselben Saison führte er sein Team in den Super Bowl XXXIX in dem die Eagles den New England Patriots mit 21:24 unterlagen.
Nach zwei schlechten Spielen am Ende der Saison 2009, welche die Eagles die Chance auf eine erneute Super-Bowl-Teilnahme gekostet hatten, wurde McNabb 2010 zu den Washington Redskins getauscht. Für McNabb erhielten die Eagles einen Zweitrunden-Pick (37. Spieler in der Draft) in der NFL Draft 2010 und einen Dritt- oder Viertrunden-Pick in der NFL Draft 2011. Bei den Redskins erreichte er nur mäßige Erfolge, wurde sogar teilweise auf die Bank gesetzt.
Die Minnesota Vikings verpflichteten McNabb im Juli 2011. Dort sollte er nach dem Karriereende von Brett Favre die Rolle des Starting-Quarterback übernehmen. Am 1. Dezember 2011 wurde er mit sofortiger Wirkung entlassen. Zuvor wurde er wegen schlechten Leistungen zum Ersatzspieler und durch den Rookie-Quarterback Christian Ponder ersetzt.

## Verschiedenes
Er galt als „Vorzeigeathlet“ der NFL und war auch ein beliebter Werbeträger (beispielsweise für Reebok, EA Sports, Pepsi, Hershey's, Campbell's Soup etc.). McNabb ist Gründer der Donovan McNabb Foundation, die sich mit Diabetes beschäftigt. Diese gründete er zu Ehren einiger Familienmitglieder, die an dieser Krankheit leiden.
McNabb entwickelte in Zusammenarbeit mit Reebok seine eigene Modelinie. Sie trägt den Namen "Super5" in Anlehnung an seine Trikotnummer 5.
Seine Trikotnummer wird bei den Philadelphia Eagles seit dem 19. September 2013 nicht mehr vergeben.